# Brachistosternus philippii
Espèce
Brachistosternus philippii est une espèce de scorpions de la famille des Bothriuridae.

## Distribution
Cette espèce est endémique de la région d'Antofagasta au Chili. Elle se rencontre vers Paposo.

## Description
Le mâle holotype mesure 56,19 mm et la femelle paratype 60,11 mm.

## Étymologie
Cette espèce est nommée en l'honneur de Rodulfo Amando Philippi Krumwiede.

## Publication originale
- Ojanguren Affilastro, Pizarro-Araya & Ochoa, 2018 : Five new scorpion species of genus Brachistosternus (Scorpiones: Bothriuridae) from the deserts of Chile and Peru, with comments about some poorly studied diagnostic characters of the genus. Zootaxa, no 4531(2), p. 151-194.